# Malady Front
Malady Front (en français : « Front Jeune », « Front de la Jeunesse », en biélorusse : Малады Фронт, en anglais : Young Front) est un mouvement international de la jeunesse biélorusse (enregistré officiellement en Tchéquie). C'est l'organisation la plus importante,,,,, de la jeunesse démocratique en Biélorussie. Elle soutient les idées de la démocratie chrétienne.

## Histoire
Le Front de la Jeunesse a été fondé en 1997, ayant absorbé le mouvement non vraiment établi de la jeunesse indépendante, unissant des dizaines d'initiatives et d'organisations de la jeunesse. Dès lors, Malady Front est passé par différents degrés de développement, évoluant d'un mouvement de protestation dans les années 1996 - 1997 vers un mouvement de la jeunesse à idéologie politique du centre-droit.
- Le Ier Congrès du Front de la Jeunesse a eu lieu le 6 septembre 1997, lors duquel Paval Sieviaryniets (Minsk), Siarheï Paulenka (Hrodna), Aliaxandr Assiptsow (Mahilow) ont été élus coprésidents du mouvement[9].
- Lors du IIe Congrès du FJ, le 10 février 1999, Paval Sieviaryniets a été élu président du mouvement.
- Lors du IIIe Congrès, le 1er juillet 2000, Paval Sieviaryniets a été réélu président du FJ, les  délégués ont adopté le programme « Front de la Jeunesse pour les changements », et ont reposé le fondement idéologique du mouvement sur les principes chrétiens et l'identité nationale.
- Lors du IVe Congrès, le 19 juin 2002, Paval Sieviaryniets a été de nouveau réélu président du Front de la Jeunesse.
- Le Ve Congrès du FJ s'est déroulé en deux sessions, le 23 mai 2004 et le 23 janvier 2005, les délégués ont élu Siarheï Bakhoun et Zmitsier Dachkievitch[10] coprésidents du Front de la Jeunesse.
- Lors du VIe Congrès du FJ, le 9 mars 2008, les délégués ont adopté une mise à jour de la stratégie pour le mouvement, portant le titre « La Réforme du Front de la Jeunesse » ; en appliquant celle-ci, le mouvement démissionne des UDF (Forces Démocratiques Unies)[11],[12]. Zmitsier Dachkievitch a été élu Président du FJ.

## Buts et objectifs
Les objectifs du Front de la Jeunesse sont l'association et l'éducation des jeunes sur la base de l'idée nationale biélorusse et des principes chrétiens-démocrates, ainsi que la construction de la société civile sur les fondements de la démocratie et d'un marché libre, favorisant la formation d'une génération instruite, consciente et citoyenne
Les objectifs principaux du Front de la Jeunesse sont les suivants:
- identifier et contribuer à la réalisation du soi en tant que citoyen et de la créativité chez les jeunes,
- le travail de propagation pour le renouveau de l'école biélorusse, de la culture, de la langue
- former la responsabilité pour le destin de la patrie chez les jeunes[13]

## Les chefs du Front de la Jeunesse
- Zmitsier Dachkievitch (en) - Président du Front de la Jeunesse
- Ivan Chyla (be-tarask) - Vice-président du Front de la Jeunesse
- Nasta Dachkievitch-Palajanka      - Vice-présidente du Front de la Jeunesse
- Valéry Matskievitch   - Secrétaire international du Front de la Jeunesse

## Activité
Le Front de la Jeunesse compte environ 1 000-1 500 activistes,. Le pouvoir d'état estimait le nombre total d'activistes à Minsk, à 50 personnes (pour l'année 2006) , parmi eux le futur volontaire lors de l'invasion de l'Ukraine Édouard Lobaw. Les activistes du FJ sont organisés en conseils Régionaux et de Districts. L'organe suprême du Front de la Jeunesse est le Congrès, qui se réunit au moins une fois tous les deux ans.
Malady Front fait partie d'une série d'organisations politiques internationales de la jeunesse, telles que les European Democrat Students (EDS) et les Youth of the European People's Party (YEPP) ; il a établi les relations de partenariat avec des organisations de même type en Ukraine, en Suède, en Lituanie, en Pologne et dans d'autres pays.
En 1997, le Front de la Jeunesse a commencé une campagne socio-politique permanente intitulée « La ville est à nous ! » (90 % de la jeunesse biélorusse et 70 % de la population globale habite dans les zones urbaines). Pour les dates historiques et la veille d'événements importants les activistes hissent le drapeau national blanc-rouge-blanc au-dessus des toits des maisons et des immeubles dans tout le pays. Les actions « La ville est à nous ! », pendant lesquelles plus de 2 000 drapeaux ont été levés, ont eu lieu dans presque toutes les villes de Biélorussie.
À la suite de l'activité efficace et fructueuse le Front de la Jeunesse, en 1999, est connu déjà par 10,8 % des jeunes, occupe la deuxième place dans la cote de popularité, juste après les BPSM (48,3 %) et le et BRSM (25 %) - organisations pro-gouvernementales. En 2010, le FJ est connu par 8,3 % de la population.
En 2000, lors des élections législatives, le Front de la Jeunesse a organisé une campagne de boycott sous le slogan : « Produits » (jeu de mots avec le mot « Élections » en langue biélorusse), en tournant au ridicule la farce électorale de Loukachenko.
Pendant la campagne présidentielle de 2001, le Front de la Jeunesse a été l'organisateur du Congrès de la jeunesse biélorusse, qui a réuni plus de 520 délégués de tous les coins du pays et a proposé la signature d'un accord spécial entre le Candidat uni de l'opposition démocratique et les jeunes. Pendant cette campagne présidentielle, le Front de la Jeunesse est devenu une force décisive dans la campagne de mobilisation « Choisis ! ». Lors de la présidentielle le FJ a réalisé plus de 1100 actions dans plus de 120 villes et villages de Biélorussie.
Le 24 septembre 2001 le Front de la Jeunesse a effectué une action sans précédent à Kourapaty (forêt ou les dissidents de l'époque soviétique ont été souvent fusillés, et qui maintenant est un cimetière mémorial), protestant contre la destruction de la nécropole nationale lors de la construction du périphérique de Minsk. Plus de 120 activistes du FJ sont devenus la base de « la Défense des Kourapaty » pendant 8 mois. L'action a uni la société démocratique et s'est terminée par la victoire des jeunes.
L'été 2002, l'hebdomadaire biélorusse Nacha Niva a mené une enquête parmi sept politologues et journalistes biélorusses avec une proposition visant à évaluer l'activité des forces politiques en Biélorussie de septembre 2001 à mai 2002. Le Front de la Jeunesse occupe dans cette enquête la cinquième position, juste derrière l'administration de Loukachenko, le Parlement, le Parti social-démocrate biélorusse et le Parti civil uni de Biélorussie.
Selon la filière baltique de l'Institut Gallup (The Gallup Organization), en octobre 2002 la cote de popularité du Front de la Jeunesse chez la population globale de Biélorussie était de 6,3 %, tandis que chez les jeunes de 18 à 30 ans, elle s'élève à 14 %, malgré le fait que tous les autres partis politiques obtiennent entre 0,5 % et 5 % de popularité, sans compter le « facteur peur » qui est très élevé.
Les membres du Front de la Jeunesse ont participé et ont gagné dans certaines circonscriptions électorales, en 2003, lors des élections  aux conseils locaux. Ils ont également participé aux élections à la Chambre des Représentants en 2004. Le bloc « Biélorusse Jeune » fondé par le Front de la Jeunesse faisait partie du Conseil Permanent des Partis Politiques Démocratiques, puis des FDU (Forces Démocratiques Unies).
Les activistes du « Biélorusse Jeune » ont recueilli plus de 40 000 signatures en leur faveur et sont devenus la force principale d'opposition au 3e référendum organisé par Loukachenko. Après le moment où Loukashenka annonce son intention de modifier la Constitution, le Front de la Jeunesse a organisé une manifestation de protestation sur la Place Kalinowski, pour laquelle un des chefs du Front de la Jeunesse et du « Biélorusse Jeune » (Young Belarus) Zmitsier Dachkievitch a été arrêté et condamné à 10 jours de détention administrative. En même temps l'un des fondateurs du Front de la Jeunesse, chef du « Biélorusse Jeune » Paval Sieviaryniets a été condamné à trois ans de détention pour avoir organisé une manifestation le jour du référendum ainsi que lendemain.
Lors de la campagne présidentielle de 2006, le Front de la Jeunesse a été l'un des organisateurs des manifestations de protestation contre la falsification des résultats du vote, ainsi que de l'installation de tentes sur la Place Kalinowski pour la manifestation du 20 mars 2006, dispersée par la police le 24 mars.
En juin 2006, les activistes du FJ se sont opposés aux poursuites pénales des activistes de leur organisation. Les jeunes ont commencé une grève de la faim qui est devenue l'une des grèves de la faim les plus longues et les plus vastes en Biélorussie. Elle a duré 24 jours et plus de 100 jeunes activistes du FJ y ont participé.
Certains activistes et dirigeants du Front de la Jeunesse ont fait partie du Comité d'organisation pour la fondation de la Démocratie Chrétienne Biélorusse.
Le 5 novembre 2007, les activistes du FJ se sont arrêtés après avoir célébré le centième anniversaire de la naissance de Mikhal Vitouchka
En 2008, le Front de la Jeunesse a mené une série de campagnes nationales à succès. Dans le cadre de la campagne publique « Livre biélorusse aux enfants ! », les jeunes ont recueilli plusieurs milliers de publications en langue biélorusse, lesquels ont été transférées dans des orphelinats de Minsk et dans d'autres villes du pays. Les vêtements, les jouets, l'argent, recueillis pendant le festival de Noël « Dépêchez-vous de faire le bien ! » avec la participation de musiciens célèbres et de personnalités politiques, ont également été transférés dans différents orphelinats.
Du 7 novembre au 10 décembre 2008, le Front de la Jeunesse a mené une campagne « Tribunal pour le communisme » qui s'est terminée par le jeûne d'une journée. Dans le cadre de la campagne les jeunes ont organisé des dizaines de piquets anti-communistes et d'information dans tout le pays, aussi bien qu'une vaste conférence scientifique publique ayant pour titre « Les crimes d'idéologie communiste. Faits et chiffres ».
En 2008, au cours de la campagne « MTS en biélorusse ! » du FJ (pour que l'opérateur de téléphonie mobile MTS propose aussi son service en langue biélorusse), laquelle a été commencée par un blogueur salihorskois. Les personnes non-indifférentes ont envoyé un certain nombre de courriers électroniques et sur papier dans les bureaux de MTS. Plus tard, les activistes ont transféré dans le bureau principal environ 2.500 signatures pour la « biélorussisation » de la plate-forme SVI (serveur vocal interactif) de MTS. En conséquence, les abonnés de MTS ont pu entendre l'information vocale en biélorusse.
Le Front de la Jeunesse prend la tête de la résistance politique des rues,, en organisant des dizaines de manifestations de rue par an. La plus célèbre d'entre eux - événement annuel pour la Saint-Valentin. Au cours de son existence, le Front de la Jeunesse a mené des dizaines de campagnes socio-politique nationales, dont les plus connues sont : « Action d'amour » et « J'aime la Biélorussie », « La ville est à nous », « Biélorussie en Europe ! », « Produits », « Choisissez ! », « Pas de troisième mandat », « Voulons un nouveau (président) », « Boycott 2008 », « Show de Biélorusséité », « Tribunal pour le communisme », « Livre biélorusse aux enfants », « Festival de Noël ».

## L'opposition au régime
Dès l'année 2000, le Front de la Jeunesse a essayé d'obtenir l'enregistrement auprès du ministère de la Justice cinq fois, mais chaque fois la réponse était négative. En février 2010, la sixième demande d’enregistrement officiel a été déposée.